# Милица Ђурђевић Стаменковски
Милица Ђурђевић Стаменковски (Београд, 21. јул 1990) српска је политичарка. Председница је и суоснивач политичке странке Заветници. Тренутно обавља функцију Министарке за рад, запошљавање, борачка и социјална питања Републике Србије. Била је министарка за бригу о породици и демографију и при избору на ту функцију је била најмлађа изабрана министарка у Влади Републике Србије.

## Биографија
Похађала је Основну школу „Драгојло Дудић”, а потом уписала Прву београдску гимназију. Како тврди, завршила je руски Институт за дијаспору и интеграције, на којем је уписала магистарске студије, који је завршила 2024. године, али који не поседује акредитацију да додељује дипломе.
Истакла се као вођа ултранационалистичких протеста уз подршку других организација са десног политичког спектра против проглашења независности Републике Косово,* хапшења Радована Караџића, Ратка Младића, пресуда Хашког трибунала, спровођења Споразума о административним прелазима између Србије и Републике Косово, као и Бриселског споразума. Протести су организовани и против доласка бившег премијера Уједињеног Краљевства Тонија Блера и ратификације Споразума између Србије и НАТО-а о сарадњи у области логистичке подршке.
Учествовала је на митингу подршке председнику Сирије Башару ел Асаду, као и Руској Федерацији поводом анексије Крима и рата у Донбасу. Била је носилац листе Заветници на парламентарним изборима 2014. у коалицији са Бориславом Пелевићем, али листа није прешла цензус од 5 одсто. Странка није прешла цензус ни на наредна два избора (2016. и 2020), међутим то је успела на општим изборима 2022. године, када је Ђурђевић Стаменковски такође била председнички кандидат и завршила на петом месту. Била је прва на листи коалиције Национално окупљање на парламентарним изборима 2023.
По сопственим тврдњама, Ђурђевић Стаменковски и њена странка су биле опозиционе оријентације актуелној власти СНС, али после избора одржаних 2023. године, при формирању Владе у 2024. години, председница странке Стаменковски ушла је у Владу Републике Србије са владајућом СНС. На изборе за град Београд у 2024. години излазе у коалицији са СНС-ом.

## Приватни живот
Ћерка је Рајка Ђурђевића, новинара, књижевника и публицисте.
Удала се 10. септембра 2017. године за Стефана Стаменковског, председника и једног од оснивача странке Заветници. У јуну 2023. родила је близанце.